# Grande Prêmio da Alemanha de Motovelocidade de 2010
O Grande Prêmio da Alemanha de 2010 foi a oitava etapa da Temporada de MotoGP de 2010. Aconteceu entre os dias 16 e 18 de julho de 2010 no Sachsenring, localizado em Hohenstein-Ernstthal, Alemanha.

## Classificação da MotoGP
Um acidente entre Randy de Puniet, Álvaro Bautista e Aleix Espargaró causou a presença da bandeira vermelha na volta 10 da prova. Todos os três corredores puderam participar do reinício, já que os resultados da primeira corrida voltam até a última volta antes do acidente, que mostra os corredores na classificação. Todavia eles não conseguiram retornar aos pits com sua moto dentro de cinco minutos após a interrupção da prova, não tendo permição de fazer a relargada. Colin Edwards abandonou a primeira prova antes da bandeira vermelha e não pôde participar do reinício. A corrida reiniciada foi reduzida para 21 voltas, e as posições no grid para a segunda prova foram baseadas na classificação da primeira corrida. 
| Pos                    | No | Piloto           | Construtor | Voltas | Tempo/Aband.         | Grid | Pontos |
| ---------------------- | -- | ---------------- | ---------- | ------ | -------------------- | ---- | ------ |
| 1                      | 26 | Dani Pedrosa     | Honda      | 21     | 28:50.476            | 3    | 25     |
| 2                      | 99 | Jorge Lorenzo    | Yamaha     | 21     | +3.355               | 1    | 20     |
| 3                      | 27 | Casey Stoner     | Ducati     | 21     | +5.257               | 2    | 16     |
| 4                      | 46 | Valentino Rossi  | Yamaha     | 21     | +5.623               | 5    | 13     |
| 5                      | 4  | Andrea Dovizioso | Honda      | 21     | +17.158              | 4    | 11     |
| 6                      | 58 | Marco Simoncelli | Honda      | 21     | +17.757              | 8    | 10     |
| 7                      | 69 | Nicky Hayden     | Ducati     | 21     | +17.935              | 15   | 9      |
| 8                      | 11 | Ben Spies        | Yamaha     | 21     | +20.957              | 13   | 8      |
| 9                      | 40 | Héctor Barberá   | Ducati     | 21     | +22.000              | 6    | 7      |
| 10                     | 33 | Marco Melandri   | Honda      | 21     | +35.217              | 10   | 6      |
| 11                     | 65 | Loris Capirossi  | Suzuki     | 21     | +45.042              | 14   | 5      |
| 12                     | 15 | Alex de Angelis  | Honda      | 21     | +45.204              | 17   | 4      |
| Ret                    | 36 | Mika Kallio      | Ducati     | 0      | Acidente             | 11   |        |
| Ret                    | 14 | Randy de Puniet  | Honda      | 0      | Acidente (Corrida 1) | 7    |        |
| Ret                    | 41 | Aleix Espargaró  | Ducati     | 0      | Colisão (Corrida 1)  | 9    |        |
| Ret                    | 19 | Álvaro Bautista  | Suzuki     | 0      | Colisão (Corrida 1)  | 16   |        |
| Ret                    | 5  | Colin Edwards    | Yamaha     | 0      | Acidente (Corrida 1) | 12   |        |
| OFFICIAL MOTOGP REPORT |    |                  |            |        |                      |      |        |

## Classificação da Moto2
| Pos                   | No | Piloto              | Construtor  | Voltas | Tempo/Aband. | Grid | Pontos |
| --------------------- | -- | ------------------- | ----------- | ------ | ------------ | ---- | ------ |
| 1                     | 24 | Toni Elías          | Moriwaki    | 29     | 41:57.745    | 3    | 25     |
| 2                     | 29 | Andrea Iannone      | Speed Up    | 29     | +3.297       | 1    | 20     |
| 3                     | 44 | Roberto Rolfo       | Suter       | 29     | +6.574       | 12   | 16     |
| 4                     | 10 | Fonsi Nieto         | Moriwaki    | 29     | +6.781       | 17   | 13     |
| 5                     | 17 | Karel Abrahám       | FTR         | 29     | +7.396       | 11   | 11     |
| 6                     | 2  | Gábor Talmácsi      | Speed Up    | 29     | +9.555       | 5    | 10     |
| 7                     | 50 | Damian Cudlin       | Pons Kalex  | 29     | +9.697       | 22   | 9      |
| 8                     | 77 | Dominique Aegerter  | Suter       | 29     | +11.373      | 9    | 8      |
| 9                     | 65 | Stefan Bradl        | Suter       | 29     | +13.152      | 7    | 7      |
| 10                    | 68 | Yonny Hernández     | BQR-Honda   | 29     | +13.726      | 14   | 6      |
| 11                    | 25 | Alex Baldolini      | ICP         | 29     | +15.802      | 16   | 5      |
| 12                    | 16 | Jules Cluzel        | Suter       | 29     | +17.666      | 31   | 4      |
| 13                    | 8  | Anthony West        | MZ-RE Honda | 29     | +25.927      | 19   | 3      |
| 14                    | 61 | Vladimir Ivanov     | Moriwaki    | 29     | +26.476      | 28   | 2      |
| 15                    | 19 | Xavier Simeon       | Moriwaki    | 29     | +26.626      | 25   | 1      |
| 16                    | 53 | Valentin Debise     | ADV         | 29     | +27.465      | 36   |        |
| 17                    | 14 | Ratthapark Wilairot | Bimota      | 29     | +29.007      | 18   |        |
| 18                    | 48 | Shoya Tomizawa      | Suter       | 29     | +42.961      | 8    |        |
| 19                    | 11 | Yusuke Teshima      | MotoBi      | 29     | +43.141      | 30   |        |
| 20                    | 59 | Niccolò Canepa      | Force GP210 | 29     | +43.277      | 39   |        |
| 21                    | 9  | Kenny Noyes         | Promoharris | 29     | +43.580      | 35   |        |
| 22                    | 71 | Claudio Corti       | Suter       | 29     | +44.171      | 23   |        |
| 23                    | 32 | Sascha Hommel       | Kalex       | 29     | +52.382      | 29   |        |
| 24                    | 21 | Vladimir Leonov     | Suter       | 29     | +1:04.234    | 37   |        |
| 25                    | 55 | Héctor Faubel       | Suter       | 29     | +1:19.211    | 27   |        |
| 26                    | 88 | Yannick Guerra      | Moriwaki    | 29     | +1'23.078    | 41   |        |
| 27                    | 41 | Arne Tode           | Suter       | 29     | +1:28.151    | 2    |        |
| Ret                   | 63 | Mike Di Meglio      | Suter       | 28     | Acidente     | 20   |        |
| Ret                   | 35 | Raffaele de Rosa    | Tech 3      | 25     | Abandonou    | 24   |        |
| Ret                   | 39 | Robertino Pietri    | Suter       | 24     | Acidente     | 38   |        |
| Ret                   | 3  | Simone Corsi        | MotoBi      | 19     | Acidente     | 6    |        |
| Ret                   | 95 | Mashel Al Naimi     | BQR-Honda   | 17     | Abandonou    | 40   |        |
| Ret                   | 45 | Scott Redding       | Suter       | 10     | Abandonou    | 15   |        |
| Ret                   | 6  | Alex Debón          | FTR         | 10     | Abandonou    | 10   |        |
| Ret                   | 12 | Thomas Lüthi        | Moriwaki    | 9      | Colisão      | 21   |        |
| Ret                   | 40 | Sergio Gadea        | Pons Kalex  | 7      | Acidente     | 32   |        |
| Ret                   | 60 | Julián Simón        | Suter       | 3      | Acidente     | 4    |        |
| Ret                   | 72 | Yuki Takahashi      | Tech 3      | 1      | Acidente     | 13   |        |
| Ret                   | 4  | Ricky Cardús        | Bimota      | 0      | Colisão      | 26   |        |
| Ret                   | 5  | Joan Olivé          | Promoharris | 0      | Colisão      | 34   |        |
| Ret                   | 52 | Lukáš Pešek         | Moriwaki    | 0      | Colisão      | 33   |        |
| OFFICIAL MOTO2 REPORT |    |                     |             |        |              |      |        |

## Classificação da 125cc
| Pos                   | No | Piloto               | Construtor | Voltas | Tempo/Aband. | Grid | Pontos |
| --------------------- | -- | -------------------- | ---------- | ------ | ------------ | ---- | ------ |
| 1                     | 93 | Marc Márquez         | Derbi      | 27     | 41:28.274    | 1    | 25     |
| 2                     | 71 | Tomoyoshi Koyama     | Aprilia    | 27     | +17.578      | 7    | 20     |
| 3                     | 11 | Sandro Cortese       | Derbi      | 27     | +18.263      | 4    | 16     |
| 4                     | 12 | Esteve Rabat         | Aprilia    | 27     | +19.098      | 9    | 13     |
| 5                     | 38 | Bradley Smith        | Aprilia    | 27     | +19.713      | 3    | 11     |
| 6                     | 14 | Johann Zarco         | Aprilia    | 27     | +44.976      | 8    | 10     |
| 7                     | 99 | Danny Webb           | Aprilia    | 27     | +53.243      | 10   | 9      |
| 8                     | 7  | Efrén Vázquez        | Derbi      | 27     | +53.302      | 6    | 8      |
| 9                     | 50 | Sturla Fagerhaug     | Aprilia    | 27     | +53.589      | 22   | 7      |
| 10                    | 61 | Daniel Kartheininger | KTM        | 27     | +1:05.078    | 26   | 6      |
| 11                    | 35 | Randy Krummenacher   | Aprilia    | 27     | +1:13.484    | 5    | 5      |
| 12                    | 32 | Lorenzo Savadori     | Aprilia    | 27     | +1:13.719    | 25   | 4      |
| 13                    | 5  | Alexis Masbou        | Aprilia    | 27     | +1:21.679    | 14   | 3      |
| 14                    | 78 | Marcel Schrötter     | Honda      | 26     | +1 Volta     | 15   | 2      |
| 15                    | 63 | Zulfahmi Khairuddin  | Aprilia    | 26     | +1 Volta     | 20   | 1      |
| 16                    | 94 | Jonas Folger         | Aprilia    | 26     | +1 Volta     | 11   |        |
| 17                    | 84 | Jakub Kornfeil       | Aprilia    | 26     | +1 Volta     | 16   |        |
| 18                    | 86 | Kevin Hanus          | Honda      | 23     | +4 Voltas    | 30   |        |
| Ret                   | 44 | Pol Espargaró        | Derbi      | 24     | Acidente     | 2    |        |
| Ret                   | 60 | Michael van der Mark | Lambretta  | 23     | Abandonou    | 23   |        |
| Ret                   | 53 | Jasper Iwema         | Aprilia    | 16     | Abandonou    | 12   |        |
| Ret                   | 15 | Simone Grotzkyj      | Aprilia    | 15     | Colisão      | 17   |        |
| Ret                   | 68 | Toni Finsterbusch    | KTM        | 15     | Colisão      | 18   |        |
| Ret                   | 26 | Adrián Martín        | Aprilia    | 14     | Acidente     | 19   |        |
| Ret                   | 87 | Luca Marconi         | Aprilia    | 10     | Abandonou    | 27   |        |
| Ret                   | 69 | Louis Rossi          | Aprilia    | 8      | Abandonou    | 24   |        |
| Ret                   | 62 | Marvin Fritz         | Honda      | 7      | Abandonou    | 29   |        |
| Ret                   | 85 | Eric Hubsch          | Aprilia    | 6      | Abandonou    | 28   |        |
| Ret                   | 72 | Marco Ravaioli       | Lambretta  | 4      | Acidente     | 31   |        |
| Ret                   | 23 | Alberto Moncayo      | Aprilia    | 2      | Acidente     | 13   |        |
| Ret                   | 39 | Luis Salom           | Aprilia    | 0      | Abandonou    | 21   |        |
| OFFICIAL 125CC REPORT |    |                      |            |        |              |      |        |